# 山吉田村
山吉田村（やまよしだむら）は、愛知県八名郡にかつて存在した村である。
現在の新城市南東部にあたる地域を村の範囲とし、静岡県に接していた。1889年（明治22年）発足。1956年（昭和31年）に鳳来町に編入されて八名郡とともに消滅した。2005年（平成17年）に鳳来町が新城市に編入されたため、現在では同市の一部である。

## 歴史
江戸時代に存在した5村が前身である。江戸初期の時点では5村とも幕府領であったが、次第に分割されていき、江戸末期の時点では幕府領や旗本領、吉田藩領が交錯する地域に変化していた。
明治に入ると村の統合が進められ、一度5村から4村に整理された後、町村制が施行された1889年（明治22年）に4村が合併してこの山吉田村が発足した。これ以降しばらく村域が変化することなく推移していたが、昭和の大合併の一環で1956年（昭和31年）、先に発足していた鳳来町に編入されて山吉田村は消滅した。

### 年表
- 江戸時代
  - 天正18年（1590年） - 下吉田村（しもよしだむら）・上吉田村（かみよしだむら）・竹輪村（竹之輪村、たけのわむら）・多利野村（たりのむら）・黄柳村（つげむら）の5村が、吉田藩領（池田輝政領）となる[2]。
  - 慶長5年（1600年） - 5村とも徳川氏領（幕府成立後は幕府領）となる[2]。
  - 慶長6年（1601年） - 上吉田村・竹輪村が吉田藩領に戻る[2]。
  - 明暦2年（1656年） - 上吉田村の一部と下吉田村が旗本海老菅沼氏領に[2]。
  - 元禄10年（1697年） - 上吉田村が菅沼氏と沼間氏の相給に[3]。
  - 元禄14年（1701年） - 上吉田村、菅沼氏と幕府の相給に戻る[3]。
  - 宝永4年（1707年） - 上吉田村が菅沼氏と吉田藩の相給となる[3]。これ以降領主の変動なし。
- 明治以降
  - 1878年（明治11年） - 黄柳村と多利野村が合併し、黄柳野村（つげのむら）が発足[4]。
  - 1889年（明治22年） - 下吉田村・上吉田村・黄柳野村・竹之輪村が合併し、山吉田村が発足[5]。
  - 1956年（昭和31年）9月30日 - 鳳来町に編入される[6]。

## 地理・行政地名
宇連川の支流黄柳川の中・上流域を中心に、同じく宇連川の支流である阿寺川（阿寺の七滝がある川）の上流域を加えた地域を村の範囲としていた。山林が多くを占める。
大字は、「下吉田」「上吉田」「竹ノ輪」「黄柳野」の4つが設定されていた。いずれも1889年以前に存在した村を再編したものである。「下吉田」は黄柳川中流域および阿寺川上流域の地域、「上吉田」は下吉田の南に接する黄柳川中流域の地域、「竹ノ輪」は上吉田の西に接する黄柳川上流域の地域、「黄柳野」は竹ノ輪の南に接する黄柳川上流域の地域をそれぞれ範囲としていた。また、竹ノ輪の西側は吉川峠を挟んで舟着村吉川（現・新城市吉川）に、黄柳野の西側は福津峠を挟んで八名村中宇利（現・新城市中宇利）に接していた。
鳳来町への編入により、これら4つの大字はすべて鳳来町の大字となった。2005年に鳳来町が新城市に編入されたため、現在では4つとも新城市の大字である。新城市が現在設定している鳳来南部地域自治区は旧山吉田村の全域から構成されている。

## 教育
村内には、村立の小学校3校と中学校1校が存在。現在は阿寺川上流部の東陽小学区とそれ以外の黄柳川小学区に分かれる。
- 山吉田村立山吉田小学校 - 下吉田に所在。1873年（明治6年）開校[7]。のち・新城市立山吉田小学校。現・新城市立黄柳川小学校。
- 山吉田村立阿寺小学校 - 下吉田に所在。1873年開校。1976年（昭和51年）に大野の東陽小学校に統合されて廃校[7]。
- 山吉田村立黄柳野小学校 - 黄柳野に所在。1875年（明治8年）開校[4]。のち・新城市立黄柳野小学校。現・新城市立黄柳川小学校。
- 山吉田村立山吉田中学校 - 下吉田に所在。1947年（昭和22年）開校。1970年（昭和45年）に長篠の鳳来中学校へ統合され廃校[7]。

## 郵便局
- 山吉田郵便局 - 下吉田に所在。1917年（大正6年）開局[7]。現・鳳来山吉田郵便局。

## ゆかりの人物
- 内山安蔵 - 実業家。声楽家・古関金子の父。旧・下吉田村出身[8]。